# Al-Biruni
Abū al-Rayḥān Muḥammad ibn Aḥmad al-Bīrūnī (o anche Abū al-Rayḥān Muḥammad ibn Aḥmad al-Bīrūnī o, in italiano, Albiruni, in persiano ابوریحان بیرونی‎, in arabo أبو الريحان البيروني‎?; Corasmia, 5 settembre 973 – Ghazna, 13 dicembre 1048) è stato un matematico, filosofo, scienziato e storico persiano, che fornì cospicui contributi nei campi della matematica, della medicina, dell'astronomia, dell'astrologia, della filosofia e delle scienze, ed è considerato come il "padre dell'indologia", "padre degli studi religiosi comparati", "padre della geodesia moderna", e il primo antropologo..
È noto anche per essere stato un maestro sufi.
Il cratere Al-Biruni, situato sul Mare Marginis della Luna, è stato così chiamato in suo onore. Gli è stato dedicato un asteroide, il 9936 Al-Biruni.

## Biografia
Nacque in Corasmia (Khwārazm),

Illustrazione delle fasi lunari tratte dai lavori astronomici di al-Biruni

Studiò matematica e astronomia sotto la guida di Abū Naṣr Manṣūr. Fu anche abile poliglotta: parlava, infatti, il persiano, l'arabo, il sanscrito, il greco e aveva una discreta conoscenza anche del siriaco, dell'ebraico e del latino.
Fra i suoi più significativi contributi è meritevole di menzione il fatto che, a soli 17 anni, calcolò la latitudine di Kath (Khwārazm/Corasmia), basandosi sull'altezza massima apparente raggiunta dal Sole, ma è anche da ricordare che, al compimento dei 22 anni, scrisse diversi brevi trattati, incluso uno intitolato Cartografia, ovvero uno studio sulle proiezioni cartografiche che comprendeva la prima descrizione della proiezione azimutale equidistante. In seguito sviluppò degli spunti che sono visti come un'anticipazione di un sistema di coordinate polari.
La proiezione di al-Bīrūnī riapparve in Europa, indipendentemente dall'opera del geografo persiano, dopo dieci secoli. Nel 1660 il geografo siciliano Giovan Battista Nicolosi ne pubblicò due esempi: uno era la rappresentazione dell'emisfero est, l'altro dell'emisfero ovest. Un'altra applicazione apparve a Parigi nel 1676 e altre seguirono ancora.
Migliorò l'approssimazione del calcolo del raggio terrestre in 6 339,6 chilometri, migliorando la stima di 6 314,5 km, rispetto alla misura compiuta da Eratostene di Cirene nel 230 a.C.
Prima del compimento dei 27 anni, al-Bīrūnī aveva scritto un libro intitolato Kitāb al-āthār al-bāqiya, tradotto in inglese nel 1879 da Eduard Sachau col titolo Chronology of Ancient Nations o Vestiges of the Past, in cui si riferisce a una precedente opera - ora perduta - che comprendeva uno scritto sull'astrolabio, uno sul sistema decimale, quattro sull'astrologia e due di carattere storico.
In questo libro egli discute la sua concezione della storia e presenta uno studio dei calendari di diverse culture e civiltà; sono descritti inoltre episodi relativi a diverse religioni: Manicheismo, Buddismo, Giudaismo e Cristianesimo.
Si ritiene che le opere di al-Bīrūnī siano state 146 e di queste 95 dedicate all'astronomia, matematica e argomenti collegati come la geografia matematica.
Egli tradusse dal sanscrito all'arabo lo Yatrasutra (Libro dei simboli) usato dai mistici hinduisti e buddisti, annotando le convergenze di pensiero (soprattutto col filosofo indiano Patanjali) col sufismo.

## Contributi alla matematica

Il metodo proposto da Al-Biruni per calcolare il raggio terrestre

Tra i suoi contributi alla matematica vi sono:
- teoria e pratica aritmetica
- valutazione di somme di serie numeriche
- analisi combinatoria
- regola del tre semplice e del tre composto
- numeri irrazionali
- teoria delle frazioni
- definizioni algebriche
- metodo per risolvere equazioni algebriche
- geometria
- teoremi di Archimede
- trisezione dell'angolo

## Al-Biruni nella cultura italiana
Franco Battiato riprende da una citazione di al-Bīrūnī il titolo del suo album musicale Come un cammello in una grondaia, espressione usata dallo scienziato persiano per indicare l’inadeguatezza della propria lingua nel descrivere argomenti di carattere scientifico.